# Анита Мезетова
Анита Мезетова (Трст, 13. јун 1913 — Београд, 23. март 1980) била је југословенска и словеначка оперска певачица и солиста Београдске опере.

## Каријера
Рођена је 1913. године Трсту, студирала је на Љубљанском музичком конзерваторијуму, а након тога се усавршавала у Бечу. Првакиња Београдске опере била је од 1934. до 1965. године, а од 1969 до 1980. била је предовни професор певања на Факултету музичке уметности Универзитета уметности у Београду.
Гостовала је у Аустрији, Немачкој, Чехословачка Социјалистичкој Републици, Пољској, СССР, Бугарској, Мађарској, Италији и Албанији.
Описивана је као певачица „топлог баршунастог гласа и култивираних, хармоничних изражајних средстава”, дуго је била веома успешни тумач многих улога у фаху лирског сопрана. У Српском народном позоришту у Новом Саду је наступила као Марженка у Проданој невести 27. септембра 1950. и два пута као Мими у Боемима: 10. јануара 1951. и 23. марта 1957. године.
За свој рад добила је Награду НР Србије (1947) и Савезну награду (1949).
Преминула је 23. марта 1989. године у Београду, а сахрањена је у Алеји заслужних грађана на Новом гробљу.